# 郭箏
郭箏（1955年8月24日—），本名陶德三，另有筆名應天魚，臺北市人，籍貫湖北黃岡，為台灣小說家及編劇。

## 生平
郭箏家世顯赫，祖父陶希聖為蔣介石文膽，父親陶泰來為上海交通大學畢業，母親晏章沅曾任駐泰國大使館祕書，四叔為知名歷史學家陶晉生，哥哥陶德辰則是台灣新浪潮電影健將之一。
郭箏的文學啟蒙來自其祖父，陶希聖常對他談及《西遊記》、《水滸傳》等小說典故，也不時轉述明、清官兵抓響馬、綠林大盜等鄉野傳奇，這些故事成為其日後創作泉源之一。
郭箏的正式學歷只到初中。他曾就讀世新五專部（世新大學前身）編採科，二年級時因曠課太多遭到退學。當時校長成舍我親自致電祖父陶希聖說：「趕快把你的寶貝孫子送去當兵吧，否則遲早會被人捅一刀的。」 後來郭箏插班到淡水工商（真理大學前身）就讀，因為和舍監及訓導主任吵架，只讀了三個月便辦理休學。十八歲的他，因此到印刷廠擔任撿字工人，每天工作十二小時。
1978年，二十三歲的郭箏服完兵役，到剛成立的《民生報》印刷廠任職，由於工作晚上八點才開始，使得他有餘力寫起小說。出道作〈冤枉啊，大人！〉一發表即受到文壇關注，當時評審王文興大讚「登峰造極」。1984年4月，郭箏在《中國時報．人間副刊》分五日連載的短篇小說〈好個翹課天〉暴紅，在台灣造成一股風潮，光是報社轉給他的讀者迴響信函，就足足有2大包，旋即被改拍成同名電影，由吳念真改編劇本，楊慶煌、李志奇主演，於隔年元旦火速上映。有讀者寫信給郭箏，希望他再創作同一類作品，但他在四年後發表〈彈子王〉之後，就沒再發展相同題材，改以另一筆名應天魚發表武俠小說，頗受好評。
1988年，三十三歲的郭箏辭去印刷廠的工作，進入社會大學基金會任職。在1991年婚後的某一天，郭箏意識到自己已經三十六歲，其小說創作卻依舊沒有進展，因此離職，打算利用一年的時間背水一戰、專職寫作，沒想到半年之後就撐不下去，付不出房租。正當一家愁雲慘霧之時，郭箏接獲電話通知，半年前以妻子名義投稿的劇本獲得新聞局電視優良劇本獎，獎金30萬元。又一通電話通知其另一個以本名參賽的劇本也得獎。從此郭箏便決定以寫劇本為生。曾為電視劇《施公奇案》編寫劇本，並多次獲得行政院新聞局優良電影劇本獎，也曾為吳宇森執導的電影《赤壁》編寫劇本。

## 主要作品

### 短篇小說集
- 《好個翹課天》（台北：遠流，1989；再版，台北：印刻，2003）
- 《上帝的骰子》（台北：食貨，1993）（〈上帝的骰子〉一故事發表於1991年8月）
- 《最後文告》（台北：印刻，2003）

### 長篇小說
- 《少林英雄傳》二冊（台北：聯經，1987）
- 《龍虎山水寨》二冊（台北：晨星，1990；再版，台北：時報文化，1998）
- 《如煙消逝的高祖皇帝》（台北：食貨，1994）
- 《見鬼的閏八月》（台北：食貨，1995）
- 《鬼啊！師父》（台北：時報文化，1997；再版，台北：遠流，2020）
- 《大話山海經：靈魂收集者》（台北：遠流，2018）
- 《大話山海經：顫抖神箭》（台北：遠流，2018）
- 《大話山海經：追日神探》（台北：遠流，2018）
- 《大話山海經：傷心百惡谷》（台北：遠流，2018）
- 《大話山海經：火之音》（台北：遠流，2019）
- 《大話山海經：菌人鬥閻王》（台北：遠流，2019）
- 《大話山海經：伏魔者聯盟》（台北：遠流，2019）
- 《劍鬼姜小牙》（台北：遠流，2020）（《鬼啊！師父》續作）

### 電影劇本
- 《上帝的骰子》（署名陶德三，台北：行政院新聞局，1992）
- 《國道封閉（英语：Wolves Cry Under the Moon）》（署名林美倫，台北：行政院新聞局，1992）
- 《彈子王》（署名陶德三，台北：行政院新聞局，1993）
- 《十八（英语：18 (film)）》（1993）
- 《去年冬天（英语：Heartbreak Island）》（署名林美倫，台北：行政院新聞局，1994；台北：萬象圖書，1995）
- 《臭屁王》（1995）
- 《泡妞專家》（1996）
- 《狗蛋大兵》（1996）
- 《匪諜週記》（署名陶德三，台北：行政院新聞局，1996）
- 《俠盜正傳》（1998）
- 《匪諜大亨》（2000）
- 《挖洞人（英语：The Rule of the Game）》（2002）
- 《一石二鳥》（2005）
- 《赤壁》（2008）
- 《風中家族》（2015）

### 電視劇本
- 《施公奇案》（1997）
- 《冒牌盟主》
- 《神捕》（1999）
- 《聊齋怪談之打鬼救夫》（1999）
- 《少林七崁》（2001）
- 《棋武士》（2001）
- 《多情刀客無情刀短刀行》（2001）
- 《偷龍轉鳳》（2001）
- 《天橋十三郎》（2004）
- 《新蕭十一郎》（2016）

### 其他
- 《十大歷史謎團》（台北：印刻，2020）

## 獲獎
- 1981 民國70年度新聞局優良電影劇本獎《虎頭將軍》
- 1991 第十屆洪醒夫小說獎〈上帝的骰子〉
- 1992 民國81年度新聞局優良電影劇本獎《上帝的骰子》
- 1993 民國82年度新聞局優良電影劇本獎《彈子王》
- 1996 民國85年度新聞局優良電影劇本獎《匪諜週記》
- 2002 法國多維爾亞洲電影節最佳劇本獎《挖洞人》（郭箏、何平）
- 2014 民國103年度文化部優良電影劇本獎 特優《造史》
- 金鐘獎最佳改編劇本獎

## 外部連結
- 【我並不喜歡＜好個翹課天＞！】訪郭箏　◎張耀仁
- 台灣文學家系列－郭箏[永久]
- 2007台灣作家作品目錄－郭箏 （页面存档备份，存于）
- 郭箏在互联网电影资料库（IMDb）上的資料（英文）（英文）
- 在AllMovie上郭箏的頁面（英文）
- 郭箏在香港影庫上的簡介
- 郭箏在时光网上的簡介（简体中文）